# Tuân Dao
Tuân Dao (chữ Hán: 荀瑶, bính âm: Xún Yáo,506 TCN-453 TCN), hay Trí Dao (知瑤), Trí bá Dao (知伯瑤), Trí Tương tử (知襄子), là vị tông chủ thứ sáu của họ Trí, một trong Lục khanh của nước Tấn dưới thời Xuân Thu trong lịch sử Trung Quốc.
Tuân Dao là con của Tuân Thân, tông chủ thứ năm của họ Trí.

## Thế tập họ Trí
Cha của Tuân Dao là Tuân Thân (Trí Tuyên tử) thấy Tuân Dao tài giỏi hơn cả, định lập làm thế tử, người trong họ là Trí Quả khuyên can, nói với Tuân Thân tuy Tuân Dao có phong thái bất phàm, giỏi tiễn thuật, kĩ nghệ xuất chúng, giỏi biện luận, kiên nghị quả quyết nhưng tính tình tàn bạo, cho rằng năm điều tốt không thể sánh với một điều xấu, khuyên Tuân Thân nên lập con trưởng là Trí Tiêu nhưng Tuân Thân không nghe, lập Tuân Dao làm thế tử.
Sau khi Tuân Thân qua đời, Tuân Dao lên thế tập.
Sau khi hai họ Phạm và Trung Hàng bị diệt, thực quyền nước Tấn nằm trong tay 4 họ đại phu Trí, Hàn, Triệu, Ngụy, vua Tấn bị bốn họ lấn át. Năm 475 TCN, Chính khanh Trung quân tướng Triệu Ưởng qua đời, Tuân Dao nối chức chính khanh, từ đó họ Trí nắm quyền lớn nhất ở nước Tấn.

## Quan hệ với chư hầu
Năm 472 TCN, Tuân Dao đem quân đánh nước Tề và nước Trịnh, giành chiến thắng. Năm 466 TCN, Tuân Dao cùng Triệu Vô Tuất hợp binh đánh nước Trịnh, Tuân Dao nhường cho Triệu Vô Tuất làm Tiên phong nhưng Vô Tuất từ chối, trả quyền Tiên phong cho Tuân Dao. Tuân Dao có ý khinh thường, chê trách Triệu Ưởng thiếu sáng suốt mới lập Vô Tuất làm đích tử.
Năm 464 TCN, Tuân Dao lại đem quân đánh Trịnh, Trịnh cầu cứu nước Tề, quân Tề bèn đem quân cứu Trịnh, buộc Tuân Dao lui quân.
Năm 462 TCN, Tuân Dao lại cùng họ Triệu một lần nữa đánh Trịnh. Trong lễ ra quân, ông mời Triệu Vô Tuất uống rượu nhưng Vô Tuất không đồng ý, Trí Bá lấy rượu đổ vào mặt Triệu Vô Tuất. Gia thần họ Triệu khuyên Triệu Vô Tuất giết Tuân Dao để rửa nhục nhưng Vô Tuất cố nhịn.
Năm 457 TCN, Tuân Dao đem quân đánh nước Vệ.

## Lấn át vua Tấn
Sau khi họ Phạm và họ Trung Hàng bị diệt, đất đai của hai họ thuộc về vua Tấn. Năm 458 TCN, Tuân Dao cùng 3 họ kia tự ý lấy đất cũ của họ Phạm và họ Trung Hàng chia nhau làm ấp phong, không cần lệnh của Tấn Xuất công. Tấn Xuất công bất bình, sai sứ đi liên lạc với các nước Tề và Lỗ cầu viện để tấn công 4 họ đại phu.
Tuy nhiên, tại các nước Tề và Lỗ lúc đó, quyền hành cũng nằm trong tay các quyền thần nên họ chỉ củng cố quyền lực mà không muốn giúp vua Tấn.
Năm 457 TCN (hay 452 TCN), Tuân Dao cùng ba họ còn lại khởi binh chống lại Tấn Xuất công. Tấn Xuất công không chống nổi, phải bỏ chạy sang nước Tề và mất giữa đường.
Tấn Chiêu công có người con út tên là Ung, được đặt thụy hiệu là Đái Tử. Đái Tử sinh ra Cơ Kỵ. Cơ Kỵ chơi thân với Trí Bá và mất sớm. Trí Bá muốn độc chiếm nước Tấn nhưng chưa dám, lập con Kỵ là Cơ Kiêu lên ngôi tức Tấn Ai công.
Sau khi phế Tấn Xuất công, Tuân Dao tự xưng tước bá, trong khi ba họ còn lại chỉ có tước tử.

## Hợp binh đánh họ Triệu
Năm 457 TCN, Tuân Dao cùng Ngụy Câu và Hàn Hổ dự yến, động chạm đến tên húy của Hàn Hổ, gia thần họ Hàn Đoạn Quy khuyên ngăn Tuân Dao nhưng ông không nghe, còn sỉ nhục Đoàn Quy.
Tuân Dao muốn lần lượt thôn tính 3 họ Hàn, Ngụy, Triệu để chiếm cả nước Tấn. Năm 455 TCN, Tuân Dao dùng kế "tằm ăn lá dâu", giả mệnh Tấn Ai công, lấy cớ đem quân tranh bá, ép ba nhà Hàn, Ngụy, Triệu cắt 100 dặm đất sung công. Ngụy Câu và Hàn Hổ sợ Trí Bá, vội đem sổ sách và bản đồ 100 dặm đất dâng nộp. Triệu Vô Tuất không chấp nhận yêu cầu của Tuân Dao, nói:"Đất đai là của tiền nhân để lại, sao có thể dễ dàng dâng cho người". Tuân Dao tức giận, ép Hàn và Ngụy hợp sức với mình để đánh Triệu Vô Tuất.
Năm 455 TCN, Tuân Dao dẫn trung quân, Hàn Hổ dẫn hữu quân, Ngụy Câu dẫn tả quân cùng tiến đánh họ Triệu. Triệu Vô Tuất rút về Tấn Dương cố thủ. 

## Thất bại và bị giết
Triệu Vô Tuất phòng thủ chắc chắn, ba họ Trí, Hàn, Ngụy vây Tấn Dương hơn 1 năm chưa hạ được. Tuân Dao bèn dùng kế dẫn nước Tấn Thủy (sông Phần) rót vào thành. Nước ngập sắp tới mặt thành, dân chúng phải trèo lên mái nhà tránh lụt. Trong thành hết lương, rất nguy cấp, phải đổi con cho nhau ăn thịt. Tuân Dao thấy công trình dẫn nước tiến hành hoàn mĩ, tỏ ra đắc ý, Ngụy Câu và Hàn Hổ thấy thế là sợ ngày sau cũng sẽ bị Tuân Dao dẫn nước vào đánh mình, từ đó có ý phản họ Trí. Trong tình hình đó, thủ hạ của Vô Tuất là Trương Mạnh Đàm bàn kế ly gián 2 họ Hàn, Ngụy với họ Trí. Trương Mạnh Đàm nhân ban đêm bí mật trèo ra ngoài thành, đến trại Hàn Hổ và Ngụy Câu phân tích lợi hại, thuyết phục hai họ phản Trí Bá để tránh bị diệt trong tương lai. Hàn Hổ và Ngụy Câu vốn phải cắt đất cho Tuân Dao đã bất bình, lại vì đất phong của mình cũng có sông chảy qua nên sợ sau này sẽ chung cảnh ngộ như họ Triệu, nhân đó bèn đồng tình phản lại họ Trí.
Năm 453 TCN, ba họ Triệu, Hàn, Ngụy hợp binh đánh úp Tuân Dao, giết chết binh lính canh đê của họ Trí, tháo nước ngược vào chỗ Tuân Dao. Quân sĩ họ Trí hoảng hốt, cùng lúc Hàn, Ngụy hai nhà cùng tấn công Tuân Dao, họ Triệu từ trong thành cũng nhân đó phản công, Tuân Dao đại bại, bị Triệu Vô Tuất giết chết. Vô Tuất ra lệnh giết cả tộc họ Trí, rồi đem thủ cấp của ông ngâm rượu để làm nhục. Một số tộc nhân như Tuân Khai, Tuân Khoan trốn sang nước Tần, còn Trí Quả biết được họ Trí sẽ mất trong tay Trí Dao, đã đổi sang họ khác nên thoát chết.
Tuân Dao có một người gia thần là Dự Nhượng, sau khi họ Trí bị diệt, Dự Nhượng ba lần mưu sát Triệu Vô Tuất để báo thù cho ông nhưng đều thất bại, cuối cùng tự sát.

## Gia đình
- Cha: Tuân Thân (Trí Tuyên tử)
- Anh em: Trí Tiêu
- Con cái: Trí Nhan